# John Garstang
John Garstang (Blackburn, 1876. május 5. – Bejrút, 1956. szeptember 12.) brit régész, az ókori Kelet szakértője, ezen belül is Anatólia és a Közel-Kelet tudósa.

## Élete
Apja Dr. Walter Garstang, öccse ifjabb Walter Garstang zoológus. Iskoláit Blackburnben kezdte, majd az oxfordi Jesus Collegiumban folytatta. A középiskolának matematikai irányultsága volt, mégis a régészet kezdte érdekelni. Már 1897-től a britanniai római kori emlékek ásatásait vezette. 1907-től a Liverpooli Egyetem archeológia professzora. 1908-ig megfordult Egyiptomban, Kisázsiában és Észak-Szíriában. 1909 és 1914 között Meroéban, 1920–1921-ben Askelónban, 1930–1936-ban Jerikóban.
1919–1926-ban a jeruzsálemi brit School of Archaeology vezetője, 1920 és 1926 között a palesztinai brit mandátum régészeti tanszékének igazgatója. A bölcsészkar egyiptológiai részlegében is tanított annak 1920-as évekbeli létrehozása után. Egyik tanítványa, Pahor Labib később igazgatója lett a kairói Kopt Múzeumnak. 1947-ben megalapította az ankarai brit régészeti intézetet, ő lett az első igazgatója, majd őt követte Seton Lloyd. Kortársaitól sok bírálatot kapott, mivel az ásatási módszerek és az eredmények közzététele nem igazán feleltek meg a kor követelményeinek. Sok leletet egyáltalán nem publikáltak, a térképek és tervek gyakran túl kicsik, róluk fontos részletek hiányoztak. A dokumentálásra nem fektettek nagy hangsúlyt.
Garstang terelte a hettitológia irányába unokaöccsét, Oliver Robert Gurney-t. Gurney-vel több közös publikációjuk volt az 1940-es és 1950-es években. Garstang hagyatékát Gurney adta ki.

## Főbb publikációi
- El Arabah: A Cemetery of the Middle Kingdom..., London, Bernard Quaritch, 1901.
- Mahasna and Bet Khallaf, London, Bernard Quaritch, 1902.
- Newberry, Percy E., Garstang, John: A Short History of Ancient Egypt, London, Archibald Constable & Co. 1904.
- The Burial Customs of Ancient Egypt as illustrated by the Tombs of the Middle Kingdom... London, John Constable, 1907.
- The Land of the Hittites... London, Constable and Company, Ltd., 1910.
- The Hittite Empire... London, Constable and Company, Ltd., 1929.
- The Foundations of Bible History Joshua: Judges, London, Constable & Co., 1931.
- The Heritage of Solomon, Williams and Nortgate, 1934.
- The Story of Jericho, Hodder & Stoughton, 1940.